# Mecranium haitiense
Mecranium haitiense är en tvåhjärtbladig växtart som beskrevs av Ignatz Urban. Mecranium haitiense ingår i släktet Mecranium och familjen Melastomataceae. Inga underarter finns listade i Catalogue of Life.